# Гейманович Олександр Йосипович
Олекса́ндр Йо́сипович Гейманович (* 22 липня (4 серпня) 1882, Харків — † 18 квітня 1958, Харків) — лікар-психоневролог, нейроморфолог, автор клінічно-морфологічної класифікації віспяного тифу, заслужений професор УРСР (1927), засновник і директор Українського психоневрологічного інституту (1920–1932), віце-президент Української психоневрологічної академії (1932–1937), лауреат Криловської премії Харківського медичного товариства (1911).

## Життєпис
Народився 22 липня 1882 року в родині службовців у Харкові. Закінчивши 1900 року з медаллю гімназію [2], він вступив до медичного факультету Харківського університету, а потім перевівся на медичний факультет Московського університету, закінчивши його у 1908 році, там і працював — у неврологічній (професора В. К. Рота), та психіатричній (професора В. П. Сербського) клініках.
У 1911 році О.Й. Гейманович, повернувшись до Харкова, почав працювати лікарем-психоневрологом Губернської місцевої автономної лікарні (Сабурова дача). В 1911—1918 роках одночасно працював старшим асистентом клініки нервових хвороб Харківського жіночого медичного інституту.
Починаючи з Першої світової війни (1914 рік), консультував і оперував у госпіталях, проводив дослідження у військовій неврології та психіатрії.
У 1918–1919 роках брав активну участь в організації радянської охорони здоров’я в Україні.
У 1920 році у Харкові, що був тоді столицею України, за ініціативою О.Й. Геймановича та під його керівництвом, було організовано Український науково-дослідний психоневрологічний інститут, першим директором якого і став Олександр Йосипович (1920–1932). Український психоневрологічний інститут на чолі з ним став одним із провідних науково-дослідних інститутів України та Європи, підтримуючи тісні зв’язки з престижними російськими та європейськими неврологічними інститутами .
У 1929 році був обраний членом Постійного Міжнародного Комітету Міжнародних Неврологічних Конгресів.
У 1932 році інститут, об’єднавшись з Українським державним інститутом клінічної психіатрії та соціальної психогігієни, заснованим у 1926 році проф. В.П. Протопоповим, утворили Всеукраїнську психоневрологічну Академію, віце-президентом якої став О.Й. Гейманович.
1927 — заслужений професор УРСР, 1928 — доктор медичних наук.
У 1937 році Академія була реорганізована в Центральний психоневрологічний інститут, у якому вчений був керівником неврологічної клініки та гістографічної лабораторії. Він очолював клініку до 1953 року.
У 1940 році, під час війни з білофінами, був консультантом Фінського фронту, у період Великої Вітчизняної — консультантом Закавказького фронту та Чорноморського флоту.
З 1953 - 1957 роках працював консультантом Центральної психоневрологічної та нейрохірургічної лікарні Міністерства шляхів сполучення СРСР (м. Харків) та обласної клінічної бальнеологічної лікарні.
О.Й. Гейманович помер 18 квітня 1958 року у Харкові.

## Наукова та педагогічна робота
Клініко-морфолого-фізіологічний напрямок - основний вид діяльності  О.Й. Геймановича. Вивчав судинні захворювання, питання хірургічної невропатології та нейроонкології.
Йому належать дослідження та публікації про цереброспінальний сифіліс, зорові рефлекси, монографія з нейроонкології «Об истинных нейромах», вперше вивчені в Україні.
У 1919 році в Одесі разом з Я.М. Раймістом він вперше описав епідемічний енцефаліт на території України, працював над питаннями інфекційних психозів, тонусу та моторної діяльності, хірургічної невропатології, нейроонкології.
У 1920 році разом із психіатром В.М. Гаккебушем він написав монографію «Об Альцгеймеровской болезни», присвячену її клініці та гістопатології, дав нову клініко-морфологічну класифікацію висипного тифу.
У 1936 р. О.Й. Гейманович розробив та запропонував систематику пухлин нервової системи, отримав нові дані про патомеханізми повітряної контузії, фантома тощо.
Протягом життя вчений опублікував понад 350 наукових праць, близько 20 монографій. Він підготував 200 вчених-фахівців, 14 професорів та докторів наук, безліч доцентів, керівників охорони здоров’я.
У різний час був організатором, редактором та членом редакційних колегій 24 видань всесоюзного та республіканського значення, журналів «Врачебное дело», «Неврология», «Невропатология и психиатрия», «Вопросы нейрохирургии» та ін.
Вчений володів п’ятьма мовами.
Також серед робіт:
- «Про психоаналітичну методику лікування неврозів (по Фрейду)», 1910,
- «Клінічна концепція епідемічного енцефаліту», 1927,
- «Центральні моторні порушення та психіка», 1937,
- «Рання діагностика й профілактика інфекцій нервової системи», 1956.

## Звання
- 1927 р. –  удостоєний звання «Заслужений професор УРСР».
- 1928 р. –  присвоєно звання почесного доктора медицини[1].

## Пам'ять
Разом з Т. Гейєром та В. Гаккебушем описав хворобу, названу їх іменами (псевдоальцгеймерівський синдром, каротидно-темпоральний синдром), 1936.